# Dictionary of Greek and Roman Geography
El Dictionary of Greek and Roman Geography (Diccionari de geografia grega i romana), publicat per primera vegada el 1854, va ser l'últim d'una sèrie de diccionaris clàssics editats per l'erudit anglès William Smith (1813; 1893), que incloïa com a obres germanes un diccionari d'antiguitats gregues i romanes i un de mitologia grega i romana. Com indica Smith al prefaci «El diccionari de la geografia... està dissenyat principalment per il·lustrar els escriptors grecs i romans i permetre a un estudiant diligent llegir-los de la manera més profitosa». En dos volums massius, el diccionari va ser fet per proporcionar una cobertura detallada de tots els països, regions, ciutats, ciutats importants, característiques geogràfiques que apareixen a la literatura grega i romana, sense oblidar les mencionades únicament a la Bíblia. L'última reedició va ser el 2005.